# Limotettix plutonius
Limotettix plutonius är en insektsart som beskrevs av Philip Reese Uhler 1877. Limotettix plutonius ingår i släktet Limotettix och familjen dvärgstritar. Inga underarter finns listade i Catalogue of Life.